# John Weir Troy
John Weir Troy, né le 31 octobre 1868 et mort le 2 mai 1942, est un homme politique démocrate américain. Il est gouverneur du territoire de l'Alaska entre 1933 et 1939.

## Sources
- (en) Cet article est partiellement ou en totalité issu de l’article de Wikipédia en anglais intitulé « John Weir Troy » (voir la liste des auteurs).